# Boxe capitale
Boxe capitale è un film documentario del 2018 diretto da Roberto Palma.

## Distribuzione
Il film è uscito nelle sale cinematografiche il 20 settembre 2018, dopo essere stato presentato al RIFF - Rome Independent Film Festival.